# GBF1
GBF1‏ (Golgi brefeldin A resistant guanine nucleotide exchange factor 1) هوَ بروتين يُشَفر بواسطة جين GBF1 في الإنسان.